# Das ist geschenkt
Das ist geschenkt ist eine US-amerikanische Filmkomödie aus dem Jahre 1934 von Norman Z. McLeod. Das Drehbuch entstand nach einer Erzählung des Hauptdarstellers W. C. Fields und dem Theaterstück The Comic Supplement von J. P. McEvoy. Der Film wurde am 30. November 1934 uraufgeführt. In Deutschland wurde der Film am 31. Dezember 1971 in der Originalfassung mit deutschen Untertiteln im dritten Programm des NDR ausgestrahlt.

## Handlung
Harold Bissonette ist ein Ladenbesitzer in New Jersey. Er leidet unter seiner Familie: Seine streitsüchtige Frau Amelia ist Herrscherin im Haus, sein Sohn Norman ist ein unausstehliches Ekel und die jugendliche Tochter Mildred ist unsterblich verliebt. Mit der Hilfe von Mildreds Freund John Durston kauft Harold für 5000 Dollar eine Orangenplantage in Kalifornien. Seiner Frau erzählt er jedoch nichts davon.
Harold wird immer frustrierter, denn er eignet sich in Wahrheit nicht als Eigentümer eines Geschäftes. Zu den verschiedenen kleinen Unglücken, die im Laden passieren, kommt hinzu, dass seine Ehefrau auch in der Nacht ständig herumnörgelt. So sucht Harold seine Ruhe auf dem Balkon. Doch laute Nachbarn, nervige Kinder, schmierige Versicherungsvertreter und der Milchmann machen ihn immer wieder wach. John findet mittlerweile heraus, dass die gekaufte Plantage ein Reinfall ist, da dort keine Orangen wachsen können. Doch Harold will ihm nicht glauben. Er macht sich mit seiner Familie, inklusive des Familienhunds, auf den Weg nach Kalifornien, wobei die Reise immer wieder von kleinen Katastrophen unterbrochen wird.
Der neue Besitz stellt sich als heruntergekommene Bretterbude inmitten einer Ödnis voller Staub und Unkraut heraus. Die wütende Amelia verlässt zusammen mit ihren Kindern Harold zu Fuß. Gerade in diesem Moment fährt der Nachbar Charles Abernathy vor. Er teilt Harold mit, dass zwei Eisenbahnbesitzer das Land für 25.000 Dollar kaufen wollen. Amelia drängt Harold, das Angebot anzunehmen, doch ihr Mann hält die beiden Geschäftsmänner bis zum Gebot von 44.000 Dollar plus einer guten Orangenplantage hin. Zum Schluss ist Harold Besitzer der Bluebird-Plantage. Nun kann er ein ruhiges Leben genießen, während seine Frau und die Kinder für die Gemeinde arbeiten.

## Kritiken
Andre Sennwald von der New York Times schrieb bei der Veröffentlichung des Filmes, die „beste Filmkomödie am Broadway“ sei ein „Gesellenstück“, das sein Publikum „angemessen befriedigt“. Die Kritik im Variety war hingegen zurückhaltend. Der Film habe „keine Handlung, keine Spannung“. Die Ladung von Witzen unterhalb der Gürtellinie sei für Leute bestimmt, die diese Art Humor mögen.
Unter heutigen Kritikern genießt der Film Anerkennung als eines der besten Werke von Fields. Für den TimeOut Filmguide ist der Film ein „Meisterstück“. Das „unnachgiebige Tempo“ mache den Film „mühelos zu der zerstörerischsten Komödie der 1930er Jahre“. Richard Schickel schrieb, der Film sei trotz Schwächen in der Inszenierung sehenswert, da er eine Abfolge der besten Gags von W. C. Fields in dessen unverwechselbar minimalistischem Komikstil biete.
Das Lexikon des internationalen Films beschreibt den Film als eine Komödie „mit vielen satirischen Seitenhieben auf das Kleinbürger-Leben.“

## Hintergrund
Die im Film auftretende Musikgruppe Avalon Boys war eine reale Band. Zu der Band gehörten Chill Wills, der hier sein Filmdebüt gab, Don Brookins, Art Green und Walter Trask.
Der gebürtige Deutsche Hans Dreier war zusammen mit John B. Goodman Szenenbildner des Films. Die letzte Szene des Films auf der neuen Orangenplantage wurde auf dem Grundstück von W. C. Fields in Encino gedreht.
Das dem Film zu Grunde liegende Theaterstück wurde schon 1924 von A. Edward Sutherland unter dem Titel It's the Old Army Game verfilmt. Auch hier spielte W. C. Fields die Hauptrolle. Fields verfasste die Erzählung unter dem Pseudonym Charles Bogle. Einige Szenen des Films beinhalten Sketche, die Fields schon zu seiner Zeit als Vaudeville-Darsteller spielte.
Der Film ist eine der 700 Produktionen der Paramount Pictures, die zwischen 1929 und 1949 gedreht wurden, und deren Fernsehrechte 1958 an Universal Pictures verkauft wurden.

## Auszeichnungen
2010 wurde Das ist geschenkt als bereits dritte Komödie mit W. C. Fields als ein besonders erhaltenswerter US-amerikanischer Film in das National Film Registry aufgenommen. Im selben Jahr wurde der Film außerdem vom Time-Magazin unter die Besten 100 Filme von 1923 bis 2005 gewählt. Außerdem wird Das ist geschenkt beim American Film Institute auf Platz 58 der 100 besten amerikanischen Komödien aller Zeiten gelistet.